# 行田市立忍中学校
行田市立忍中学校（ぎょうだしりつ おしちゅうがっこう）は、埼玉県行田市本丸にある公立中学校。

## 沿革
- 1947年（昭和22年）
  - 4月1日 - 学制改革により、忍町立第一中学校設立。
  - 4月22日 - 忍町立第一中学校として、忍南小学校において授業開始。
- 1948年（昭和23年）4月1日 - 本校を忍町佐間に設立し、第1学年を収容。分校を南小学校に設置。
- 1949年（昭和24年）5月3日 - 忍町の市制施行（同日付で「行田市」と改称）により、行田市立第一中学校と改称。
- 1950年（昭和25年）
  - 4月1日 - 行田市立忍中学校と改称し、行田市大字忍655番2号（現在地）に校舎新築。
  - 5月 - 第一次校庭埋立工事完了。	　
  - 8月 - 学校入口と玄関東側拡張。
- 1951年（昭和26年）
  - 3月10日 - 本校を会場とし、本校、行田、長野の3中学校の開校式挙行。この日（3月10日）を開校記念日と定めた。
  - 4月1日 - 旧下忍村駒形地区を本校学区に編入。
- 1952年（昭和27年）8月25日 - 給水施設完成。
- 1955年（昭和30年）
  - 3月1日 - 校歌制定（作詞:土岐善磨・作曲:信時潔）。
  - 10月1日 - 太井中学校を統合。
- 1956年（昭和31年）9月 - 校舎（南校舎）2教室増築完成。
- 1958年（昭和33年）
  - 5月 - 校庭拡張工事計画と給水施設工事が、それぞれ開始。
  - 9月 - 校門建設。
- 1959年（昭和34年）9月 - 岩石園建設。
- 1960年（昭和35年）12月 - 新校舎5教室建築着工。
- 1961年（昭和36年）
  - 4月 - 新校舎5教室完成。同月、星宮中学校を統合。
  - 10月 - 体育館工事着工。
- 1962年（昭和37年）
  - 3月31日 - 体育館竣工。
  - 9月 - プール完成。
- 1963年（昭和38年）3月 - 校庭拡張工事完了。
- 1964年（昭和39年）
  - 2月 - 技術科室完成。
  - 4月8日 - 特殊学級発足（1学級）。
  - 8月 - 家庭科調理室と理科室（第1）が完成。
- 1965年（昭和40年）7月 - 裏門完成。
- 1966年（昭和41年）
  - 2月 - 正門完成。
  - 4月 - 校庭拡張（4860m2、須山さん北・プール西）。
- 1968年（昭和43年）
  - 3月 - 国旗掲揚塔建設。
  - 9月 - 校庭埋立完了。
- 1969年（昭和44年）
  - 3月 - 運動施設設備完了。防風林植樹。
  - 10月 - 技術教室（プレハブ教室）完成。防塵散水施設設置（9基）。
- 1970年（昭和45年）4月1日 - 球技コート増設とスプリンクラー増設（3基）。
- 1971年（昭和46年）4月1日 - 球技コートの防球ネット完成。
- 1972年（昭和47年）2月 - スプリンクラー2基増設。
- 1974年（昭和49年）2月 - 運動場及びバレーコート改善。
- 1976年（昭和51年）4月1日 - 校地拡張（約600m2）。美術室完成。
- 1977年（昭和52年）
  - 7月15日 - プレハブ校舎完成し、7月16日移転。
  - 7月 - 木造校舎解体。
- 1978年（昭和53年）
  - 3月5日 - 新校舎落成。
  - 4月16日 - 新校舎落成式典挙行。
  - 8月 - 球技コートに防球ネット設置。
- 1979年（昭和54年）7月16日 - 特別教室起工。
- 1980年（昭和55年）
  - 3月29日 - 特別教室校舎完成。
  - 6月 - 屋外教室と体育用具舎が完成。
  - 7月17日 - 新校舎落成式典挙行。
- 1981年（昭和56年）
  - 3月 - 校訓碑設置。同月、体育館暗幕・照明灯設置。
  - 4月 - 校庭南フェンスに防球ネット完成。
- 1982年（昭和57年）
  - 3月 - 校歌碑設置。
  - 5月 - 運動場北側排水溝敷設。
- 1983年（昭和58年）2月 - 体育館物置完成。
- 1984年（昭和59年）3月 - 自転車置場増設。同月、南校舎完成（普通教室2教室）。
- 1985年（昭和60年）4月1日 - 行田市立西中学校が分離。
- 1986年（昭和61年）2月 - 石油格納庫新設。
- 1988年（昭和63年）2月 - 「おしちゅうのせいと」石碑設置。
- 1989年（平成元年）3月 - 校庭西フェンスが完成。同月、時計塔新設。
- 1990年（平成2年）
  - 5月 - 屋内運動場建築着工。
  - 9月 - パソコン室設置。
- 1991年（平成3年）3月 - 屋内運動場竣工。
- 1992年（平成4年）3月 - プール完成。
- 1993年（平成5年）3月 - グランド全面改修。
- 1995年（平成7年）4月1日 - 校舎水道管改修工事完了。
- 1996年（平成8年）7月1日 - コンピュータ室改造工事完了。
- 1997年（平成9年）3月5日 - 創立50周年記念式典挙行し、ブロンズ像建立。
- 2002年（平成14年）8月 - 耐震・リニューアル工事完了。
- 2006年（平成18年）9月16日 - 創立60周年記念講演会開催し、航空写真撮影実施。
- 2013年（平成25年）8月31日 - トイレ改修工事完了。
- 2014年（平成26年）3月16日 - 普通教室空調設備工事完成。
- 2015年（平成27年）3月30日 - 特別教室空調設備工事完了。
- 2021年（令和3年）
  - 2月26日 - GIGAスクール構想により、タブレット端末等整備。
  - 3月17日 - GIGAスクール構想により、校内LAN整備。

## 教育方針
学校教育目標
- 自ら学び ともに鍛え 未来を拓く

目指す学校像
- 生徒、保護者、職員、地域の誇りとなる学校

目指す生徒像
- 「素直な心」で考える生徒 「前向きな心」で取り組む生徒 「強い心」でやりぬく生徒

## 通学区域
出典
- 忍（一丁目全域、二丁目の一部（行田中学校の通学区域を除く区域）、住居表示未整備地区（大字が残る地域））、城南、本丸、矢場（一丁目、二丁目）、城西（一丁目、二丁目、三丁目、四丁目、五丁目）、駒形（一丁目の一部（行田中学校の通学区域を除く区域）、二丁目全域）、大字上池守、大字下池守、大字皿尾、大字中里、大字小敷田、持田（一丁目全域、二丁目（3番、6番〜10番、13番〜17番）、住居表示未整備地区（大字が残る地域）の一部（西中学校の通学区域を除く区域））、宮本、中央、大字谷郷（280番地〜503番地、1499番地〜1511番地、1597番地〜1616番地）、栄町（1番〜4番、5番（1号〜30号）、7番（5号〜25号））

## 学校周辺
- 忍城址 - 敷地が隣接
- 行田市郷土博物館 - 敷地が隣接
- 埼玉県道128号熊谷羽生線（旧国道125号）
- 行田協立診療所 - 敷地が隣接
- 行田市立忍小学校 - 忍城通り（行田市道）を挟んで、敷地が隣接。
- 東京電力パワーグリッド行田変電所
- 忍第二公園

## アクセス
- 行田市内循環バス西循環コースで、「忍城址・郷土博物館前」バス停から正門まで、徒歩約240m・約4分。
  - JR東日本高崎線行田駅・秩父鉄道秩父本線ソシオ流通センター駅から、行田市内循環バス西循環コースで「忍城址・郷土博物館前」バス停下車後、徒歩。
- 朝日自動車バス「FK21」・「FK23」の各系統で「諏訪」バス停下車後、裏門まで、約110m・約1〜2分。
  - 秩父鉄道秩父本線行田市駅・JR東日本高崎線吹上駅から、朝日自動車バス「FK21」・「FK23」の各系統で「諏訪」バス停下車後、徒歩。